# Регистарске ознаке у Хрватској
Стандардна регистарска таблица возила у Републици Хрватској састоји се од два слова која означавају из којег града возило долази које је Грбом Републике Хрватске одвојено од три или четири броја, а на крају се налазе једно или два слова која су од бројева одвојена повлаком.
Могућа је индивидуализација регистарске плочице, односно да она има ознаку из града којег возило долази, а по жељи у наставку регистарске плочице има три или четири слова и затим једно или два слова. Даља индивидуализација подразумијева да такође плочица мора имати напис из којег града долази, а затим је све исписано по жељи корисника с минимално једном бројком или словом, а максимално осам слова или бројки, док се слова и бројке морају одвојити повлаком.
На стандардним регистарским плочицама сва слова и бројке су црна, док су код иностраних држављана који привремено бораве у Републици Хрватској и код привремено регистрованих возила она зелена. На великим камионима и већим возилима која су превелика за неке мање путеве слова и бројке регистарске плочице морају бити црвена.
Регистарске плочице МУП-а Републике Хрватске састоје се од шест плавих бројки која су на два једнака дијела подијељена Грбом Републике Хрватске. На возилима Војске Републике Хрватске подлога је жута, а слова су црна. Међутим, војна возила немају ознаку из којега су града, него ознаку HV. Регистрација код дипломатских возила је понешто другачија, односно подлога је плава, а слова и бројке су жуте.
Све наведене плочице су направљене од метала, док су пробне регистарске плочице од папира. То су привремене ознаке које се користе док се возило не региструје и осигура.

## Списак ознака
| Ознака | Изведено из    | Градови | Општине |
| ------ | -------------- | --- | --- |
|        | Бјеловар       | Бјеловар, Чазма, Гарешница                                                                                               | Берек, Херцеговац, Иванска, Капела, Нова Рача, Ровишће, Северин, Шандровац, Штефање, Велика Писаница, Велико Тројство, Велика Трновитица, Зрински Тополовац |
|        | Бели Манастир  | Бели Манастир | Биље, Чеминац, Дарда, Драж, Јагодњак, Кнежеви Виногради, Петловац, Поповац, Батина |
|        | Чаковец        | Чаковец, Мурско Средишће, Прелог                                                                                         | Белица, Декановец, Домашинец, Доња Дубрава, Доњи Краљевец, Доњи Видовец, Горичан, Горњи Михаљевец, Коториба, Мала Суботица, Неделишће, Ореховица, Подтурен, Прибиславец, Селница, Страхонинец, Света Марија, Свети Јурај на Брегу, Свети Мартин на Мури, Шенковец, Штригова, Вратишинец                                         |
|        | Дарувар        | Дарувар, Грубишно Поље, Липик, Пакрац                                                                                    | Дежановац, Ђуловац, Кончаница, Сирач, Велики Грђевац |
|        | Делнице        | Чабар, Делнице | Брод Моравице, Фужине, Локве, Мркопаљ, Равна Гора, Скрад |
|        | Ђаково         | Ђаково | Дрење, Горјани, Левањска Варош, Пунитовци, Сатница Ђаковачка, Семељци, Стризивојна, Трнава, Вишковци |
|        | Дубровник      | Дубровник, Корчула, Метковић, Опузен, Плоче                                                                              | Блато, Дубровачко Приморје, Јањина, Конавле, Кула Норинска, Ластово, Лумбарда, Мљет, Оребић, Појезерје, Сливно, Смоквица, Стон, Трпањ, Вела Лука, Зажабље, Жупа дубровачка |
|        | Госпић         | Госпић, Новаља, Оточац, Сењ                                                                                              | Бриње, Доњи Лапац, Карлобаг, Ловинац, Перушић, Плитвичка Језера, Удбина, Врховине |
|        | Имотски        | Имотски | Циста Прово, Локвичићи, Ловрећ, Подбабље, Проложац, Руновићи, Загвозд, Змијавци |
|        | Карловац       | Карловац, Дуга Реса, Слуњ, Озаљ                                                                                          | Бариловић, Босиљево, Цетинград, Драганић, Генералски Стол, Крњак, Ласиња, Нетретић, Раковица, Рибник, Војнић, Жакање |
|        | Копривница     | Копривница, Ђурђевац | Дрње, Ђелековец, Фердинандовац, Гола, Хлебине, Калиновац, Клоштар Подравски, Копривнички Бреги, Копривнички Иванец, Леград, Молве, Новиград Подравски, Ново Вирје, Петеранец, Подравске Сесвете, Расиња, Соколовац, Вирје |
|        | Крапина        | Доња Стубица, Клањец, Крапина, Орославје, Преграда, Забок, Златар                                                        | Бедековчина, Будиншћина, Десинић, Ђурманец, Горња Стубица, Храшћина, Хум на Сутли, Јесење, Коњшчина, Краљевец на Сутли, Крапинске Топлице, Кумровец, Лобор, Маче, Марија Бистрица, Миховљан, Нови Голубовец, Петровско, Радобој, Стубичке Топлице, Свети Криж Зачретје, Тухељ, Велико Трговишће, Загорска Села, Златар-Бистрица |
|        | Кутина         | Кутина, Новска, Поповача                                                                                                 | Липовљани, Јасеновац, Велика Лудина |
|        | Крижевци       | Крижевци | Горња Ријека, Калник, Свети Иван Жабно, Свети Петар Ореховец |
|        | Макарска       | Макарска, Вргорац | Башка Вода, Брела, Градац, Подгора, Тучепи |
|        | Нашице         | Нашице, Доњи Михољац | Доња Мотичина, Ђурђеновац, Феричанци, Магаденовац, Маријанци, Подравска Мославина, Подгорач, Виљево |
|        | Нова Градишка  | Нова Градишка | Церник, Давор, Драгалић, Горњи Богићевци, Нова Капела, Окучани, Решетари, Стара Градишка, Старо Петрово Село, Врбје |
|        | Огулин         | Огулин | Јосипдол, Плашки, Саборско, Тоуњ |
|        | Осијек         | Осијек, Белишће, Валпово                                                                                                 | Антуновац, Бизовац, Чепин, Ердут, Ернестиново, Кошка, Петријевци, Шодоловци, Владиславци, Вука |
|        | Пула           | Бује, Бузет, Лабин, Новиград, Пазин, Пореч, Пула, Ровињ, Умаг                                                            | Бале, Барбан, Бртонигла, Церовље, Фажана, Фунтана, Грачишће, Грожњан, Канфанар, Каројба, Каштелир-Лабинци, Кршан, Ланишће, Лижњан, Лупоглав, Марчана, Медулин, Мотовун, Опртаљ, Пићан, Раша, Света Недеља, Свети Ловреч, Свети Петар у Шуми, Светвинченат, Тар-Вабрига, Тињан, Вишњан, Вижинада, Водњан, Врсар, Жмињ            |
|        | Пожега         | Пожега, Плетерница | Брестовац, Чаглин, Јакшић, Каптол, Кутјево, Велика |
|        | Ријека         | Бакар, Црес, Цриквеница, Кастав, Краљевица, Крк, Мали Лошињ, Нови Винодолски, Опатија, Раб, Ријека, Врбовско             | Башка, Чавле, Добрињ, Јелење, Клана, Кострена, Лопар, Ловран, Малинска-Дубашница, Матуљи, Мошћеничка Драга, Омишаљ, Пунат, Винодолска општина, Вишково, Врбник |
|        | Славонски Брод | Славонски Брод | Бебрина, Бродски Ступник, Буковље, Доњи Андријевци, Гарчин, Горња Врба, Гундинци, Клакар, Оприсавци, Ориовац, Подцркавље, Сибињ, Сикиревци, Славонски Шамац, Велика Копаница, Врпоље |
|        | Сисак          | Глина, Хрватска Костајница, Сисак, Петриња                                                                               | Доњи Кукурузари, Двор, Гвозд, Хрватска Дубица, Лекеник, Мајур, Мартинска Вес, Суња, Топуско |
|        | Слатина        | Слатина, Ораховица | Црнац, Чачинци, Чађавица, Миклеуш, Нова Буковица, Сопје, Воћин, Зденци |
|        | Сплит          | Хвар, Каштела, Комижа, Омиш, Сињ, Солин, Сплит, Стари Град, Супетар, Триљ, Трогир, Вис, Врлика                           | Бол, Дицмо, Дуги Рат, Дугопоље, Хрваце, Јелса, Клис, Лећевица, Марина, Милна, Мућ, Нережишћа, Округ, Оток, Подстрана, Постира, Пргомет, Приморски Долац, Пучишћа, Сегет, Селца, Сућурај, Сумартин, Сутиван, Шестановац, Шолта, Задварје                                                                                         |
|        | Шибеник        | Дрниш, Книн, Скрадин, Шибеник, Водице                                                                                    | Билице, Бискупија, Цивљане, Ервеник, Кијево, Кистање, Муртер, Промина, Пировац, Примоштен, Рогозница, Ружић, Тисно, Трибуњ, Унешић |
|        | Винковци       | Винковци, Оток | Андријашевци, Иванково, Јармина, Маркушица, Нијемци, Нуштар, Привлака, Стари Јанковци, Стари Микановци, Тординци, Вођинци |
|        | Вировитица     | Вировитица | Градина, Лукач, Питомача, Сухопоље, Шпишић Буковица |
|        | Вуковар        | Вуковар, Илок | Богдановци, Борово, Ловас, Негославци, Томпојевци, Товарник, Трпиња |
|        | Вараждин       | Иванец, Лепоглава, Лудбрег, Нови Мароф, Вараждин, Вараждинске Топлице                                                    | Бедња, Брезница, Брезнички Хум, Беретинец, Цестица, Доња Воћа, Мартијанец, Горњи Кнегинец, Јалжабет, Кленовник, Љубешћица, Мали Буковец, Марушевец, Петријанец, Срачинец, Свети Ђурђ, Свети Илија, Трновец Бартоловечки, Велики Буковец, Видовец, Виница, Високо                                                                |
|        | Задар          | Бенковац, Биоград на Мору, Нин, Обровац, Паг, Задар                                                                      | Бибиње, Галовац, Грачац, Јасенице, Кали, Кукљица, Лишане Островичке, Новиград, Пакоштане, Пашман, Полача, Поличник, Поседарје, Повљана, Преко, Привлака, Ражанац, Сали, Станковци, Стариград, Сукошан, Свети Филип и Јаков, Шкабрња, Ткон, Вир, Врси, Земуник Доњи                                                              |
|        | Загреб         | Дуго Село, Иванић-Град, Јастребарско, Самобор, Света Недеља, Свети Иван Зелина, Велика Горица, Врбовец, Загреб, Запрешић | Беденица, Бистра, Брцковљани, Брдовец, Дубрава, Дубравица, Фаркашевац, Градец, Јаковље, Клинча Села, Крашић, Клоштар Иванић, Краварско, Криж, Лука, Марија Горица, Орле, Писаровина, Покупско, Пресека, Пушћа, Раковец, Ругвица, Ступник, Жумберак                                                                              |
|        | Жупања         | Жупања | Бабина Греда, Бошњаци, Церна, Дреновци, Градиште, Гуња, Штитар, Врбања |

## Република Српска Крајина
Регистарске таблице Републике Српске Крајине које су се користиле у време ратова на просторима бивше Југославије састојале су се из регистарске ознаке од два или три (једино за Книн) слова и комбинације од четири до пет цифара. Оне су важиле од 1992. до 1998. године.
Ознаке регистарских подручја Републике Српске Крајине су биле следеће:
- BM (Бели Манастир)
- GN (Глина)
- KE (Кореница)
- KNN (Книн)
- MK (Маркушица)
- OK (Окучани)
- VN (Војнић)
- VU (Вуковар)